# Eldrado di Novalesa
Eldrado di Novalesa (Ambel, 781 – Novalesa, 844) fu abate dell'abbazia di Novalesa nella prima metà del IX secolo; è considerato santo della Chiesa cattolica.

## Biografia
Eldrado nacque nel 781 nella piccola città di Ambel, nel dipartimento dell'Isère attuale, a metà strada tra Grenoble e Gap.
Apparteneva a una famiglia dell'aristocrazia guerriera franca; i suoi genitori, Aldrado e Léodda, proprietari del castello Ambel, gli diedero un'educazione religiosa e intellettuale. Divenuto orfano a 20 anni, donò i suoi beni ai poveri e ai pellegrini, e cominciò a lavorare la terra. Poi decise di abbandonare tutto e, attraversate la Provenza e la Linguadoca, raggiunse in pellegrinaggio San Giacomo di Compostella. Quando ritornò verso le Alpi, bussò alla porta dell'abbazia di Novalesa, presso Susa. Ma l'abate Arnulfo, volendo provare la sua determinazione, gli diede un bastone e una sacca da pellegrino e lo inviò sulla strada. Nell'814, fu finalmente ammesso a Novalesa.
Poi fu nominato abate: due documenti, dell'825 e dell'827, accennano esplicitamente ad Eldrado chiamandolo abate di Novalesa.
Particolarmente solerte nell'assistere i pellegrini in grande pericolo sulle strade del tempo, mandò i suoi monaci dall'abbazia in vari luoghi per accogliere e la proteggere i fedeli. Fu il fondatore di un monastero nella valle Guisane, vicino a Briançon: il cenobio è scomparso, ma il villaggio che si era formato intorno a esso è rimasto, e ha mantenuto il nome Monêtier, ora Monêtier-les-Bains.
A Sant'Eldrado è attribuito il miracolo di aver liberato dai serpenti la regione di Briançon (miracolo dei serpenti), rinchiudendoli in una caverna. Infatti un villaggio chiamato Monastero (oggi Monêtier-les-Bains) e tutta la valle circostante era infestata dai rettili; l'abate, recatosi al suddetto villaggio, dopo aver pregato, raccolse e radunò tutti i serpenti attorno al suo bastone e li guidò in una buca del terreno ordinando loro di non uscire mai più, cosa che avvenne.

## Culto
Le sue reliquie sono custodite in un'urna d'argento sbalzato nella chiesa parrocchiale di Novalesa. Un pellegrinaggio si tiene ogni anno la prima domenica del mese di luglio, a Monestier-d'Ambel.
La sua festa si celebra il 13 marzo.
Martirologio Romano: "Nel monastero di Novalesa ai piedi del Moncenisio in val di Susa, sant'Eldrado, abate, che, appassionato del culto divino, riformò il salterio e promosse la costruzione di nuove chiese".